# Gregorio Pacheco Leyes
Gregorio Pacheco Leyes (Livilivi, Departamento de Potosí, 4 de julho de 1823 — Tatasi, Potosí, 20 de agosto de 1899) foi um político boliviano e presidente de seu país entre 4 de setembro de 1884 e 15 de agosto de 1888.